# Ishibashi Masashi

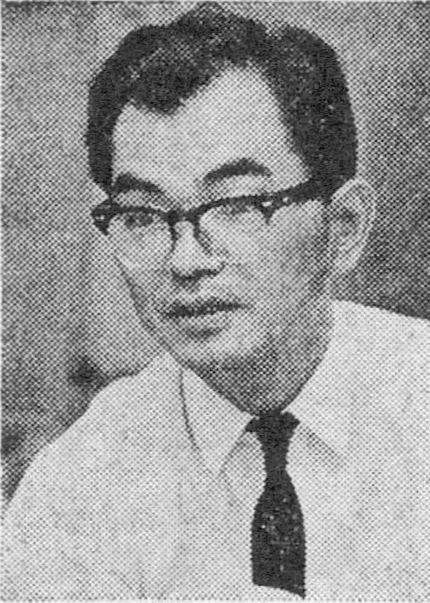
Ishibashi Masashi

Ishibashi Masashi (japanisch 石橋 政嗣; geboren 6. Oktober 1924 in Taipei, Taiwan (heute Republik China); gestorben 9. Dezember 2019) war ein japanischer sozialistischer Politiker.

## Leben und Wirken
Ishibashi Masashi wurde in Taiwan geboren, das damals zu Japan gehörte. Er besuchte dort die Wirtschaftsoberschule „Taihoku Keizai Semmon Gakkō“ (台北経済専門学校) und dann in Kumamoto die Vorbereitungsschule für die Offizierslaufbahn „Kumamoto Yobishikan Gakkō“ (熊本予備士官学校). Nach seinem Ausscheiden aus dem Militärdienst wurde er 1947 Angestellter bei den amerikanischen Besatzungstruppen und Generalsekretär der Sasebo-Zweigstelle der japanischen „Gewerkschaft der Angestellten bei den Besatzungstruppen“ (駐軍要員労働組合, Nihon shinchūgun yōin rōdō kumiai).
Nachdem er dann als Generalsekretär der Niederlassung Sasebo der „National Confederation of Trade Union“ (englisch für die 全国労働組合総連合 Zenkoku Rōdō-kumiai sōrengō, kurz Zenrōren), als Arbeitsbeirats der Präfektur Nagasaki (長崎県労評議) und im Präfekturparlament Nagasaki (長崎県議員) gearbeitet hatte, wurde er als Vertreter der linken Flügels der Sozialistischen Partei (SPJ) im damaligen SNTV-Viermandatswahlkreis Nagasaki 2, zu dem die Stadt Sasebo gehörte, bei den Abgeordnetenhauswahlen 1955 mit dem zweithöchsten Stimmenanteil gewählt und anschließend elfmal in Folge wiedergewählt. Innerhalb der SPJ gehörte er der Katsumata-Faktion an.
Ishibashi war hauptsächlich in den Bereichen Diplomatie und Verteidigung und war in der Ampo-Frage als einer der „Fünf Ampo-Männer“ im Bereich Sicherheit tätig. Nachdem er als Vorsitzender für parteiübergreifende Fragen der Verteidigung, als Leiter des Büros für allgemeine Angelegenheiten und als Leiter des internationalen Büros gearbeitet hatte, bildete er ab 1970 sieben Jahre lang ein Duo mit dem Parteivorsitzenden Narita Tomomi als Generalsekretär. In dieser Zeit verkündete er 1966 das „Ishibashi-Konzept“ (石橋構想, Ishibashi kōzō) zur schrittweisen Reduzierung der Selbstverteidigungskräfte. 1982 wurde er zum stellvertretenden Vorsitzenden ernannt und fasste den Strukturreformplan der Partei zusammen, trat jedoch im Dezember desselben Jahres zurück. 1983 wurde er der 9. Vorsitzender der SPJ und blieb es bis 1986. 1990 gab er seinen Sitz im Parlament auf und zog sich aus der Politik zurück.
Ishishibashi war ein Typus, der eher die Realität als den Idealismus betonte. Er hinterließ das Buch „Hibusō chūritsu“ (非武装中立論) – „Unbewaffnet – Neutral“.